# 遠藤正彦
遠藤 正彦（えんどう まさひこ　[1984年2月9日] - ）は、日本のフリー。主に球場やスポーツアナウンスを担当している。舞台やMCなどで活動実績あり。山形県新庄市生まれ
神奈川県鎌倉市育ちHiroentertainmant代表。

## 人物
山崎小学校―大船中学校ー藤嶺学園藤沢高校－専修大学文学部人文学科哲学人間学専攻卒業。Ａ型。趣味はゴスペル、散歩、演劇、読書、相撲、整体巡り、滑舌トレーニング、サプライズ、ハイキング、エアロビクス、人と人を繋げる。キングスライムが好き。特技は応援すること、運が良いこと。オカメインコの真似をすること、陸上競技（かながわ市町村駅伝　鎌倉市代表　神奈川マラソン優勝（10㎞）三浦国際マラソン6位（5㎞）など　）

## メディア出演実績
- 2016年10月22日　日本テレビ「マツコ会議」
- レディオ湘南　ゲスト出演
- エフエム戸塚「おはよう！咲くらじお」、放課後放送部　パーソナリティー
- エフエム戸塚年末特番「～Mow~すぐ年明け！福を牛（ぎゅう）っとカウ（cow）ントダウン！」
- エフエム戸塚　トヨタカローラ神奈川CM　ナレーション
- 鎌倉ＦＭ　オンライン放送「STAY HOME STAY TUNE」パーソナリティー
- 鎌倉ＦＭ　鎌倉シーサイドステーション　音響　リポーター
- Radio365「えんどぅ～のDoing My Way」、「えんどぅ～恭ちゃんのroad to happy」パーソナリティ
- 熊谷ヤバイラジオ「遠藤正彦のnot the end」　パーソナリティー
- ＦＭクマガヤ　埼玉武蔵ヒートベアーズ応援番組「あつくま！」

## 活動実績
プロ野球
- NPB公式戦　場内アナウンサー
- LIONS THANKS FESTA 2015 Going Spors&News（埼玉西武ライオンズ）　スペシャルエキシビジョンマッチ　実況アナウンサー・MC
- プロ野球OB会 ゴルフコンペ　司会
- 日本女子プロ野球LIVE TV　実況アナウンサー

独立リーグ 　
- Baseball First League　「06BULLS」　スタジアムDJ・イベントMC
- Baseball First League　06RADIO　パーソナリティー
- Baseball First League　兵庫ブルーサンダース　スタジアムＤＪ
- BCL 埼玉武蔵ヒートベアーズ　専属スタジアムDJ
- BFL教育リーグ　場内アナウンサー
- BCリーグ　武蔵ヒートベアーズ　2015年度新入団選手記者会見　司会
- 武蔵ヒートベアーズ　ベアーズチャンネル　MC
- スポフェスin四国Cスタ丸亀　MC
- 埼玉武蔵ヒートベアーズ　音響

社会人野球 　
- HONDA鈴鹿　オープン戦　場内アナウンサー
- トヨタ自動車　オープン戦　場内アナウンサー
- JR東日本　オープン戦　場内アナウンサー
- HONDA　オープン戦　場内アナウンサー

大学野球
- 東都大学野球　春季・秋季リーグ　実況アナウンサー、レポーター
- BBCスカイホークス×桐蔭横浜大学　場内アナウンサー
- 城西大学硬式野球部　場内アナウンサー
- 東都大学野球　春季・秋季リーグ　実況アナウンサー、レポーター

野球その他
- マスターズ甲子園東京都大会　場内アナウンサー�
- 第66回全国官公庁野球大会　場内アナウンサー
- Amwey Baseball Cup 2015　実況アナウンサー
- 女子硬式野球国際親善大会 　ZENKO BEAMS ×香港女子チーム　場内アナウンサー
- 第3回プライドジャパン全国大会　スタジアムDJ
- 全日本女子硬式クラブ野球選手権大会　スタジアムＤＪ　音響
- 第１回 Ｗｏｒｌｄ Ｔｒｙｏｕｔ　音響
- 第２回 Ｗｏｒｌｄ Ｔｒｙｏｕｔ　１７ＬＩＶＥ リポーター  インタビュー
- 國學院大学硬式野球部　久保田昌也選手インタビュー
- 東京大学硬式野球部　宮台康平選手インタビュー
- 専修大学硬式野球部　森山恵佑選手インタビュー
- 専修大学硬式野球部　高橋礼選手インタビュー
- 現オリックス・バファローズ 立教大学　中川颯選手インタビュー
- 現横浜ＤeNAベイスターズ　横浜高校　松本隆之介選手インタビュー
- 元千葉ロッテマリーンス 服部泰卓さんインタビュー
- 元東芝野球部　今岡一平さん　インタビュー
- 元新潟アルビレックスベースボールクラブ　三木田龍元さん
- 野球塾　Ｐｅｒｆｅｃｔ　Ｐｉｔｃｈ　ａｎｄ　Ｓwing代表　元プロ野球選手　長坂秀樹さん
- 川崎宮前ドリームス　元鎌倉学園高校野球部　石倉周さん
- 横浜ＦＣ 広報 内田智也さん
- 横浜ＦＣ　齋藤攻佑選手
- 元コバルトーレ女川　中島礼司さん
- 戸塚区　吉泉英紀区長　インタビュー
- 戸塚区　田雑由紀之区長　インタビュー
- 横浜市営地下鉄　踊場駅「おどりば　ねこまつり２０１８」インタビュー
- ＪＲ東日本 ＪＲ大船駅 「大船合格応援切符」 企画インタビュー
- ＪＲ東日本 ＪＲ逗子駅　「ずしなぞ～謎の手帳と不思議なカメラ～」インタビュー
- 専修大学陸上競技部　長谷川淳監督
- 専修大学陸上競技部　茅野雅博主将（箱根駅伝2区2021年）
- 東京国際大学駅伝部　熊谷真澄選手（箱根駅伝8区2020年）
- 東京国際大学駅伝部　主務　山本さん
- 明治大学体育会競走部　児玉真輝選手（箱根駅伝1区2021年　神奈川県高校記録5000m10000m保持者）
- 明治学院大学陸上競技部（長距離ブロック）　棚瀬亮治ヘッドコーチ
- 明治学院大学陸上競技部（長距離ブロック）　坂上真生選手
- 明治学院大学陸上競技部（長距離ブロック）　市原拓実選手
- 明治学院大学陸上競技部（長距離ブロック）　松野優輝選手
- 明治学院大学陸上競技部（長距離ブロック）　飯塚歩選手
- 明治学院大学陸上競技部（長距離ブロック）　座間武尊選手

その他
- Fリーグ　デウソン神戸×府中アスレティックFC・ シュライカー大阪×湘南ベルマーレ　アリーナDJ
- 第2回野村将希杯茨城県オープン
- アームレスリング大会　MC
- 第2回笠間市小学生（スポーツ少年団）対抗アームレスリング大会　司会
- 第19回JAWA関東アームレスリング選手権大会　司会
- 第4回つくばみらい市長杯アームレスリング大会＆平成30年JAWA東日本アームレスリング選手権大会　MC
- 中国民話劇「梁祝」　四十九役東
- 第一生命クイズ研修　MC
- スポーツゴミ拾い マリンタワー大会　MC 、 センター北大会　MC、港南中央大会　MC
- サニーサイドゴスペルクラブ横浜　チャリティーゴスペルコンサート「JOYFUL GOSPEL BRIDGE」　司会
- 府中市総合型エフスポーツクラブ　Fカップ玉入れ選手権2014・2015　MC・実況
- アテネ・北京オリンピック銅メダリスト 中村 礼子さん インタビュアー
- 朗読ファイトクラブ　朗読アナウンス
- 鎌倉アクターズワークショップ
- 第2回「八月の青い空」正三・けんちゃん役
- 日本テレビ「News Every」特集　はみだしグルメ　再現VTR　出演
- 鎌倉芸術館15周年記念事業　市民音楽劇「風のうしろのしあわせの島」水夫役
- 新宿アクティビズムスタジオ　卒業公演「ホームステージ」寺門耕一役
- STONEΨWINGS　第9回公演「ポジティブな悪魔達」榎マリオ役
- 劇団歌舞人「アラジン」アラジン役、「西遊記」猪八戒役、
- 劇団飛行船「イナスマイレブン　超次元ドリームマッチ　試写会」飛鷹役　マスクプレイ
- ピアノコンクール２０１９　受賞記念演奏会inさくらプラザ　司会進行
- ＲＡＤＩＯ３６５　幕末爆音伝　後編　上映会イベント　司会進行
- ＲＡＤＩＯ３６５　Wish Upon A Star～星に願いを～司会進行
- エフエム戸塚　大日本プロレス×アイスリボン　チャリティープロレス　ＭＣ
- Ｖ２リーグ 警視庁フォートファイターズ アリーナＭＣ
- 安全・安心まちづくり旬間　特殊詐欺撲滅キャンペーン　一日警察署長　パンチ佐藤さん　ＭＣ
- 絵本の読み聞かせ＠お茶の間楽交
- 埼玉ボールパークフェスタ　ＭＣ
- 熊谷市議会議員選挙　ウグイス
- 千葉ジェッツ　試合前エキシビジョンマッチ　ＭＣ
- 中国民話劇「梁祝」 杭州 宜興公演「四十九役」出演